# Картозия, Гиви Александрович
Ги́ви Алекса́ндрович Карто́зия (груз. გივი ალექსანდრეს ძე კარტოზია; 29 марта 1929, Батум — 3 апреля 1998, Тбилиси) — советский борец классического (греко-римского) стиля, Олимпийский чемпион (1956), трехкратный чемпион мира (1953, 1955, 1958). Заслуженный мастер спорта СССР (1957), Судья всесоюзной категории (1966).

## Биография
Родился в 1929 году в Батуми.
Мог отобраться ещё на летние Олимпийские игры 1952 года, трижды выиграв у Николая Белова в отборочных соревнованиях, однако на Олимпиаду поехал Белов, занявший там третье место.
На летних Олимпийских играх 1956 года в Мельбурне боролся в весовой категории до 79 килограммов (средний вес). В предварительных схватках:
- в первом круге выиграл решением судей со счётом 3:0 у Руне Янссона (Швеция);
- во втором круге на 3-й минуте тушировал Вильяма Паттерсона (Австралия)
- в третьем круге выиграл решением судей со счётом 3:0 у Дьёрдя Гурича (Венгрия);
- в четвёртом круге выиграл решением судей со счётом 2:1 у Димитра Добрева (Болгария) и стал чемпионом Олимпийских игр[1]

На летних Олимпийских играх 1960 года в Риме боролся в весовой категории до 87 килограммов (полутяжёлый вес). В схватках:
- в первом круге выиграл решением судей у Ховарда Джорджа (США) и получил штрафное очко;
- во втором круге выиграл решением судей у Антеро Ванханена (Финляндия) и получил штрафное очко;
- в третьем круге выиграл решением судей у Херберта Альбрехта (Германия) и получил штрафное очко;
- в четвёртом круге выиграл решением судей у Георге Поповичи (Румыния) и получил штрафное очко;
- во пятом круге выиграл решением судей у Петера Пити (Венгрия) и получил штрафное очко;
- в шестом круге проиграл решением судей Тевфику Кышу (Турция), получив три штрафных очка.

По результатам подсчёта штрафных очков и за счёт победы в личной встрече у Петера Пити, имеющего такое же количество штрафных очков, занял третье место.
Победитель Кубка мира 1956 года, чемпион СССР 1952—1955 годов, чемпион Всемирных студенческих игр (1951).
О манере борьбы Гиви Картозия журнал «Огонёк» писал:

«Удивительный борец средневес Гиви Картозия! Он движется по ковру лениво, порой оглянется, иногда, стоя в партере, поворачивается, чтобы посмотреть, как идёт интересная схватка на соседнем ковре… И вдруг Картозия бросает противника на лопатки»
После окончания спортивной карьеры стал тренером, был директором школы высшего спортивного мастерства.
Окончил Грузинский государственный институт физической культуры (1957) и Тбилисский государственный университет (1963). Член КПСС с 1964 года.
В Тбилиси проводится традиционный международный турнир памяти Гиви Картозия и Вахтанга Балавадзе, его именем назван Тбилисский дворец спорта.
Умер в 1998 году в Тбилиси.

## Награды
- орден Трудового Красного Знамени (27.04.1957) — «за успехи, достигнутые в деле развития массового физкультурного движения в стране, повышения мастерства советских спортсменов, и успешное выступление на международных соревнованиях»
- орден «Знак Почёта» (1957)
- медаль «За трудовое отличие» (16.09.1960) — за успешные выступления в XVII летних и VIII зимних Олимпийских играх 1960 года, а также за выдающиеся спортивные достижения[2]